# Схоластичен диспут в Барселона
Барселонският диспут (на каталонски: Disputa de Barcelona) е богословски диспут, проведен между 20 и 24 юли 1263 година в Барселона.
В него участват доминиканецът Пабло Кристиани и равинът Моше бен Нахман, а тема на спора е дали Исус Христос е Месия. Диспутът е организиран от крал Хайме I Арагонски и се провежда пред него и целия му двор. За разлика от много други подобни събития, обичайни за епохата, които се използват само като повод за гонения срещу евреите, Моше бен Нахман получава относителна свобода да защитава възгледите си.
След диспута кралят награждава Моше бен Нахман с 300 златни монети, заявявайки, че никога не е чувал „несправедлива кауза да бъде толкова благородно защитавана“.